# 48 Stunden
48 Stunden è un singolo di Oceana & Kim.

## Tracce
1. 48 Stunden
2. 48 Stunden (Saunaclub Remix)
3. Lass Uns Freunde Bleiben (Oceana Mit Echt Live Version)

## Classifiche
| Classifica (2000) | Posizione massima |
| ----------------- | ----------------- |
| Germania          | 93                |